# Geophyta

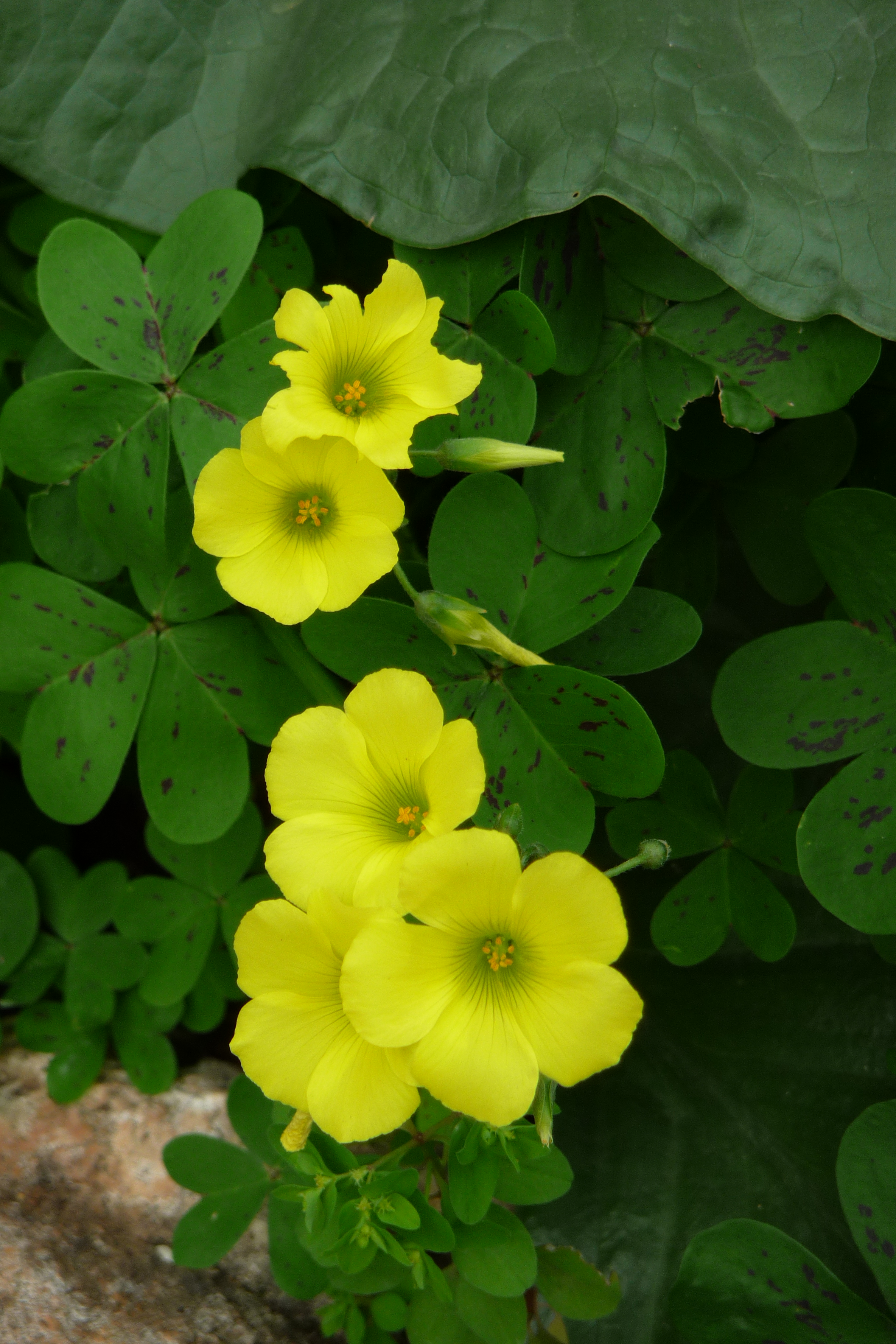
Geophyta

Una planta geophyta es, en la clasificación de Raunkiær, un tipo de planta vivaz, que posee órganos los cuales le permiten pasar la estación desfavorable bajo el suelo. La planta se mantiene oculta y no sale a la superficie durante algunos meses de su ciclo anual. 
El órgano en cuestión puede ser:
- un bulbo: (Jacinto, Fritillaria),
- un rizoma (helechos), o
- un tubérculo (patata).